# George O'Brien
Pour les articles homonymes, voir George O'Brien (homonymie).

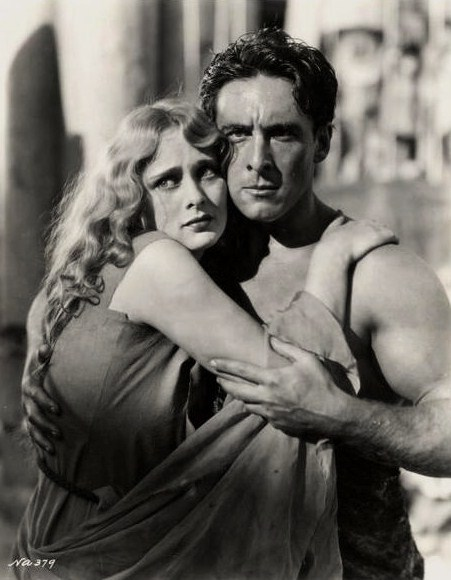
Avec Dolores Costello,
dans L'Arche de Noé (1928)

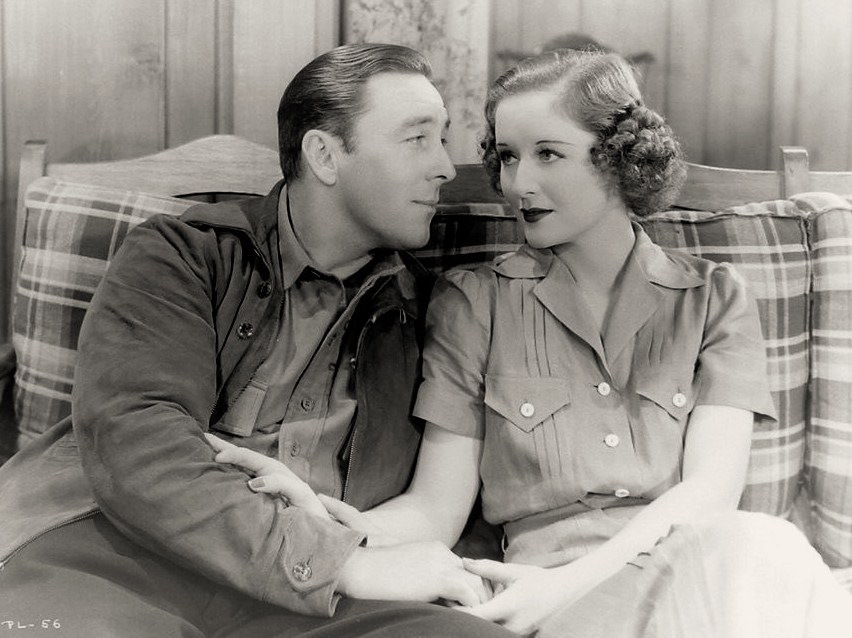
Avec Beatrice Roberts,
dans Park Avenue Logger (1937)

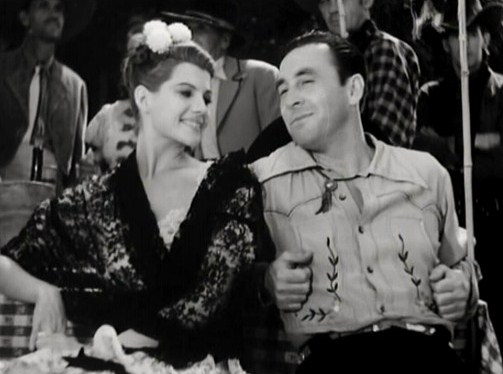
Avec Rita Hayworth,
dans The Renegade Ranger (1938)

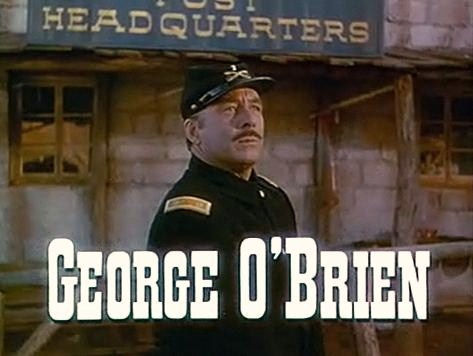
Dans La Charge héroïque (1949)

George O'Brien est un acteur américain, né le 19 avril 1899 à San Francisco (Californie), mort d'une crise cardiaque le 4 septembre 1985 à Tulsa (Oklahoma).

## Biographie
George O'Brien débute au cinéma en 1922, donc pendant la période du muet, et poursuit sa carrière à l'avènement du parlant, jusqu'à un dernier film en 1964, Les Cheyennes de John Ford (achevant en outre, avec ce réalisateur, une collaboration sur dix films, le premier étant Le Cheval de fer en 1924). Après la Seconde Guerre mondiale (durant laquelle il sert dans l'U.S. Navy), il ne participe qu'à cinq films, l'essentiel de sa filmographie se situant avant 1940 (dont de nombreux westerns, surtout mis en scène par David Howard).
Parmi ses films notables, outre ceux de John Ford, se trouvent L'Aurore de Friedrich Wilhelm Murnau (1927, avec Janet Gaynor), L'Arche de Noé de Michael Curtiz (1928, avec Dolores Costello), ou encore Daniel Boone de David Howard (1936, rôle-titre, aux côtés d'Heather Angel).
George O'Brien se produit également au théâtre, à Broadway, dans six comédies musicales, entre 1924 et 1932 (une fois comme chanteur soliste, sinon comme choriste).
Pour sa contribution au cinéma, une étoile lui est dédiée sur le Walk of Fame d'Hollywood Boulevard.

### Vie personnelle
Dans les années 1920, O'Brien fréquente l'actrice Olive Borden pendant plusieurs années, et le mariage était envisagé, mais ils se sont séparés avant cela. O'Brien s'est marié avec l'actrice Marguerite Churchill (1910-2000) le 15 juillet 1933, et ils ont eu trois enfants ensemble. Leur premier enfant, Brian, meurt dix jours après sa naissance. Leur fille Orin O'Brien devient contrebassiste au sein de l'Orchestre philharmonique de New York (première femme à être membre permanente de cet orchestre). Leur plus jeune enfant Darcy O'Brien (1939-1998) a été professeur d'université et écrivain à succès. George and Marguerite divorcent en 1948.

## Théâtre (à Broadway)
(comédies musicales)
- 1924-1925 : The Magnolia Lady, musique d'Harold Levy
- 1926 : Kitty's Kisses, mise en scène par John Cromwell, musique de Con Conrad
- 1926-1927 : Honeymoon Lane, musique de James Hanley
- 1929-1930 : Fifty Million Frenchmen, musique de Cole Porter
- 1931 : Here goes the Bride, musique de John W. Green
- 1932 : Hot-Cha !, musique de Ray Henderson, avec Eleanor Powell

## Filmographie partielle
- 1922 : White Hands de Lambert Hillyer
- 1922 : La Fin des fantômes (The Ghost Breaker) d'Alfred E. Green
- 1922 : Morane le marin (Moran of the Lady Letty) de George Melford (non crédité)
- 1923 : Woman-Proof d'Alfred E. Green
- 1924 : Mon homme (Shadows of Paris) de Herbert Brenon
- 1924 : The Sea Hawk de Frank Lloyd (non crédité)
- 1924 : Le Cheval de fer (The Iron Horse) de John Ford
- 1924 : Le Ravageur (The Roughneck) de Jack Conway
- 1925 : Extra Dry (Thank You) de John Ford : Kenneth Jamieson
- 1925 : Destruction ! (Havoc), de Rowland V. Lee
- 1925 : Dansons ! (The Dancers) d'Emmett J. Flynn
- 1925 : Le Champion (The Fighting Heart) de John Ford
- 1926 : La Chevauchée de la mort (The Johnstown Flood) d'Irving Cummings
- 1926 : Sa Majesté la Femme (Fig Leaves) d'Howard Hawks
- 1926 : Trois Sublimes Canailles (3 Bad Men) de John Ford
- 1926 : L'Aigle bleu (The Blue Eagle) de John Ford
- 1927 : Non ! Pas possible ? (Is Zat So?) de Alfred E. Green
- 1927 : Paid to Love d'Howard Hawks
- 1927 : L'Aurore (Sunrise : A Song of two Humans) de Friedrich Wilhelm Murnau
- 1927 : À l'ombre de Brooklyn (East Side, West Side) d'Allan Dwan
- 1928 : Honor Bound (en) d'Alfred E. Green
- 1928 : L'Arche de Noé (Noah's Ark) de Michael Curtiz
- 1929 : Sa vie m'appartient (True Heaven) de James Tinling
- 1929 : Salute de John Ford et David Butler
- 1930 : Le Dernier des Duane (The Last of the Duanes) de Alfred L. Werker
- 1931 : Le Corsaire de l'Atlantique (Seas Beneath) de John Ford
- 1931 : A Holy Terror de Irving Cummings
- 1931 : Le Siffleur tragique (Fair Warning) de Alfred L. Werker
- 1932 : Mystery Ranch de David Howard
- 1932 : The Rainbow Trail de David Howard
- 1933 : Life in the Raw de Louis King
- 1933 : The Last Trail de James Tinling
- 1934 : Ever Since Eve de George Marshall
- 1934 : Un rude cow-boy (The Dude Ranger) d'Edward F. Cline
- 1935 : Hard Rock Harrigan (en) de David Howard
- 1935 : When a Man's a Man d'Edward F. Cline
- 1935 : The Cowboy Millionaire d'Edward F. Cline
- 1936 : Daniel Boone de David Howard
- 1936 : The Border Patrolman de David Howard
- 1937 : Windjammer d'Ewing Scott
- 1937 : Hollywood Cowboy d'Ewing Scott et George Sherman
- 1937 : Park Avenue Logger de David Howard
- 1938 : The Renegade Ranger de David Howard
- 1938 : Lawless Valley (en) de David Howard
- 1939 : Les Écumeurs du Far West (en) (Racketeers of the Range) de D. Ross Lederman
- 1939 : The Fighting Gringo de David Howard
- 1940 : Stage to China d'Edward Killy
- 1943 : December 7th de John Ford et Gregg Toland (voix - narrateur -)
- 1947 : My Wild Irish Rose de David Butler
- 1948 : Le Massacre de Fort Apache (Fort Apache) de John Ford
- 1949 : La Charge héroïque (She wore a yellow Ribbon) de John Ford
- 1951 : Gold Raiders d'Edward Bernds
- 1964 : Les Cheyennes (Cheyenne Autumn) de John Ford